# Alexander Kasper
Alexander Kasper (* 9. Februar 1994) ist ein gesperrter kasachischer Sprinter.

## Sportliche Laufbahn
Erste Erfahrungen bei internationalen Meisterschaften sammelte Kasper bei den Jugendweltmeisterschaften 2011 im nordfranzösischen Villeneuve-d’Ascq in der Metropolregion Lille, bei denen er im 100-Meter-Lauf mit 11,42 s in der ersten Runde ausschied. 2018 nahm er erstmals an den Asienspielen in Jakarta teil und schied dort mit 10,83 s im Vorlauf aus und gelangte auch mit der 4-mal-100-Meter-Staffel in 40,04 s nicht bis in das Finale. 2019 schied er bei den Asienmeisterschaften in Doha mit 10,80 s in der Vorrunde aus und erreichte mit der Staffel im Vorlauf nicht die Ziellinie. Anschließend schied er bei der Sommer-Universiade in Neapel mit 10,59 s in der ersten Runde aus und belegte mit der Staffel in 40,00 s den fünften Platz.
2019 wurde Kasper kasachischer Meister im 100- und 200-Meter-Lauf sowie 2018 in der 4-mal-100-Meter-Staffel. In der Halle wurde er 2019 und 2020 Hallenmeister im 60-Meter-Lauf.

### Dopingsperre
In einer Dopingprobe von den kasachischen Hallenmeisterschaften in Öskemen wurde bei Kasper das Anabole Steroid Methasteron nachgewiesen und er ab dem 20. Februar 2021 für drei Jahre bis zum 19. Februar 2024 gesperrt und alle Ergebnisse seit dem 20. Februar 2021 annulliert.

## Bestzeiten
(Stand: 2. Juli 2021) 
Halle
- 60 Meter: 6,78 s, 17. Januar 2020 in Öskemen
- 200 Meter: 21,67 s (*), 20. Februar 2021 in Öskemen

Freiluft
- 100 Meter: 10,38 s (+1,0 m/s), 24. Mai 2019 in Almaty
- 200 Meter: 21,06 s (+0,9 m/s), 27. Juli 2019 in Almaty
- 4 × 100 Meter: 39,70 s, 7. Juni 2019 in Chongqing